# Eric Jamieson
Eric Jamieson (Kilwinning, 11 de agosto de 1960) es un deportista británico que compitió en piragüismo en la modalidad de eslalon. Ganó dos medallas en el Campeonato Mundial de Piragüismo en Eslalon, oro en 1981 y bronce en 1983.

## Palmarés internacional
| Campeonato Mundial | Campeonato Mundial | Campeonato Mundial | Campeonato Mundial |
| Año                | Lugar              | Medalla            | Competición        |
| ------------------ | ------------------ | ------------------ | ------------------ |
| 1981               | Bala (Reino Unido) | Medalla de oro     | C2 por equipos     |
| 1983               | Merano (Italia)    | Medalla de bronce  | C2 por equipos     |